# Nyergesszöcske
A nyergesszöcske (Ephippiger ephippiger) a fürgeszöcskék családjába tartozó, Közép-Kelet- és Délkelet-Európában honos szöcskefaj.

## Megjelenése
A nyergesszöcske testhossza a hím esetében 23-30 mm, a nőstényeknél 20-35 mm, ehhez járul még hozzá a 15-21 mm-es tojócső. Alapszíne változatos: lehet élénkzöld, barnás, sárgás vagy halvány olívzöld. Nyakszirtje teljesen fekete, de ezt a torpajzs néha eltakarja. A potrohon néha sötét foltok vannak. A torpajzs nyeregszerűen görbült, hátul felívelő, különösen a hímek esetében; hátsó pereme gyakran barnás színű. Szárnyai teljesen visszafejlődtek, csak pikkelyszerű csökevények, amelyek a hímek jól láthatóan, a nőstényeknél nem minden esetben kitüremkednek a torpajzs alól. A majdnem testhossznyi tojócső kissé felfelé hajlik.
Cirpelése éles, gyors, amit kb. másodpercenként ismétel. Nappal és alkonyatkor énekel, akár napi 13-14 órán át is. Erős hangja 20-30 méterre is elhallatszik. Nemcsak a hímek, hanem a nőstények is tudnak cirpelni. 

### Hasonló fajok
Az Ephippiger nem többi tagja hasonlít hozzá.

## Elterjedése
Közép-Kelet- és Délkelet-Európában honos, Szlovéniától és Kelet-Ausztriától keleten Ukrajnáig, délen Észak-Görögországig. Magyarországon nem túl gyakori, főleg a középhegységekben fordul elő. 

## Életmódja
Melegkedvelő faj. Meleg, száraz cserjések, sztyeppek, szőlők, lomberdők szélének, tisztásainak lakója. A bokrok, cserjék lombozatában tartózkodik, ahol nehéz észrevenni, inkább élénk cirpelése után lehet megtalálni. Zavarásra azonnal elhallgatnak és a földre ejtik magukat, ahol szinte felfedezhetetlenek. Döntően növényevők, néha egy-egy kisebb rovart is elfogyaszthatnak. A hímek főleg nyár végén és kora ősszel cirpelnek élénken és élénken keresik a nőstényeket. A talajba rakott pete formájában telel át, a lárvák április-májusban kelnek ki. A fej fekete hátsó szegélyéről könnyen azonosíthatók. Az imágók júliusban jelennek meg és októberig élhetnek.  

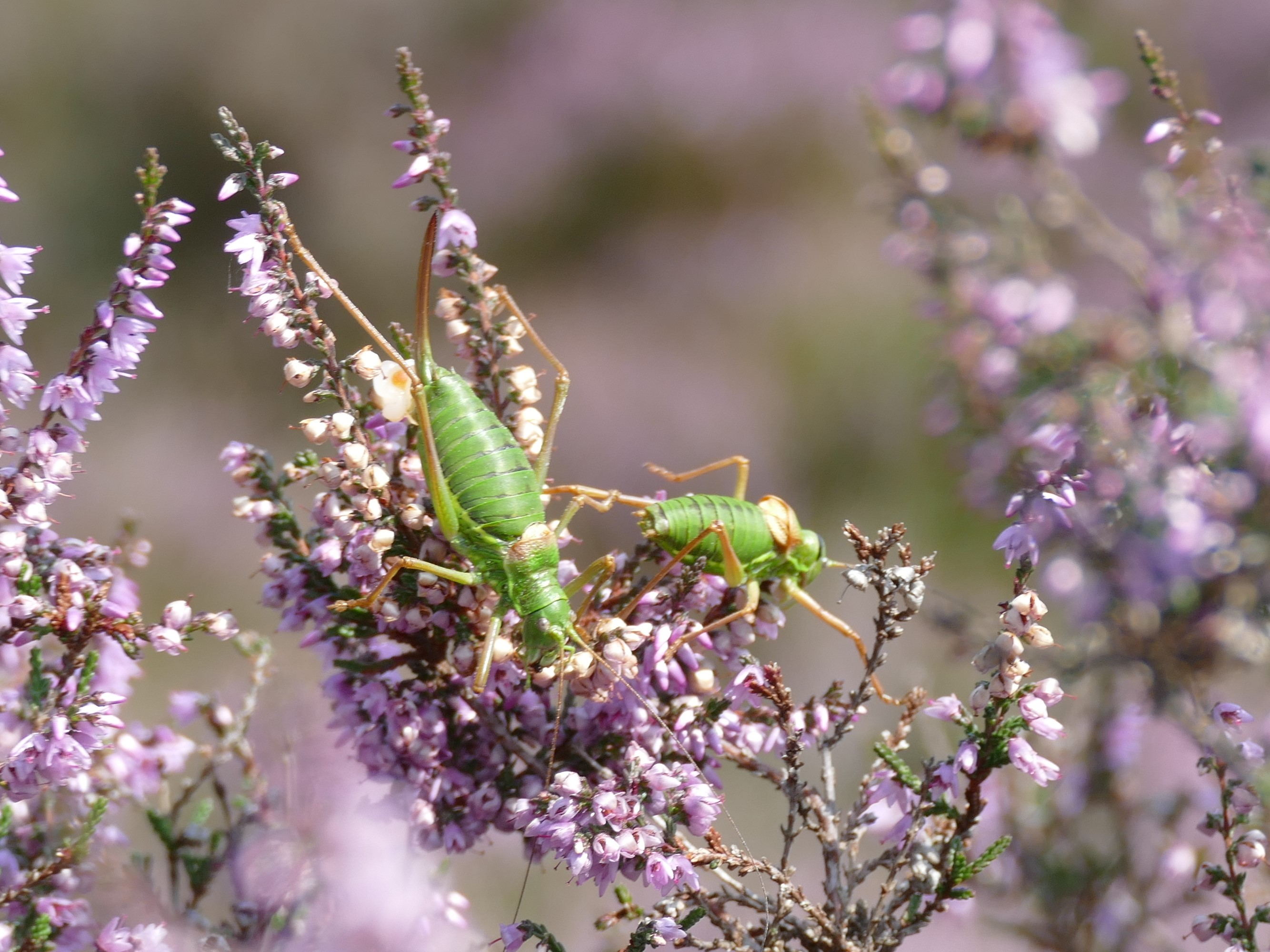
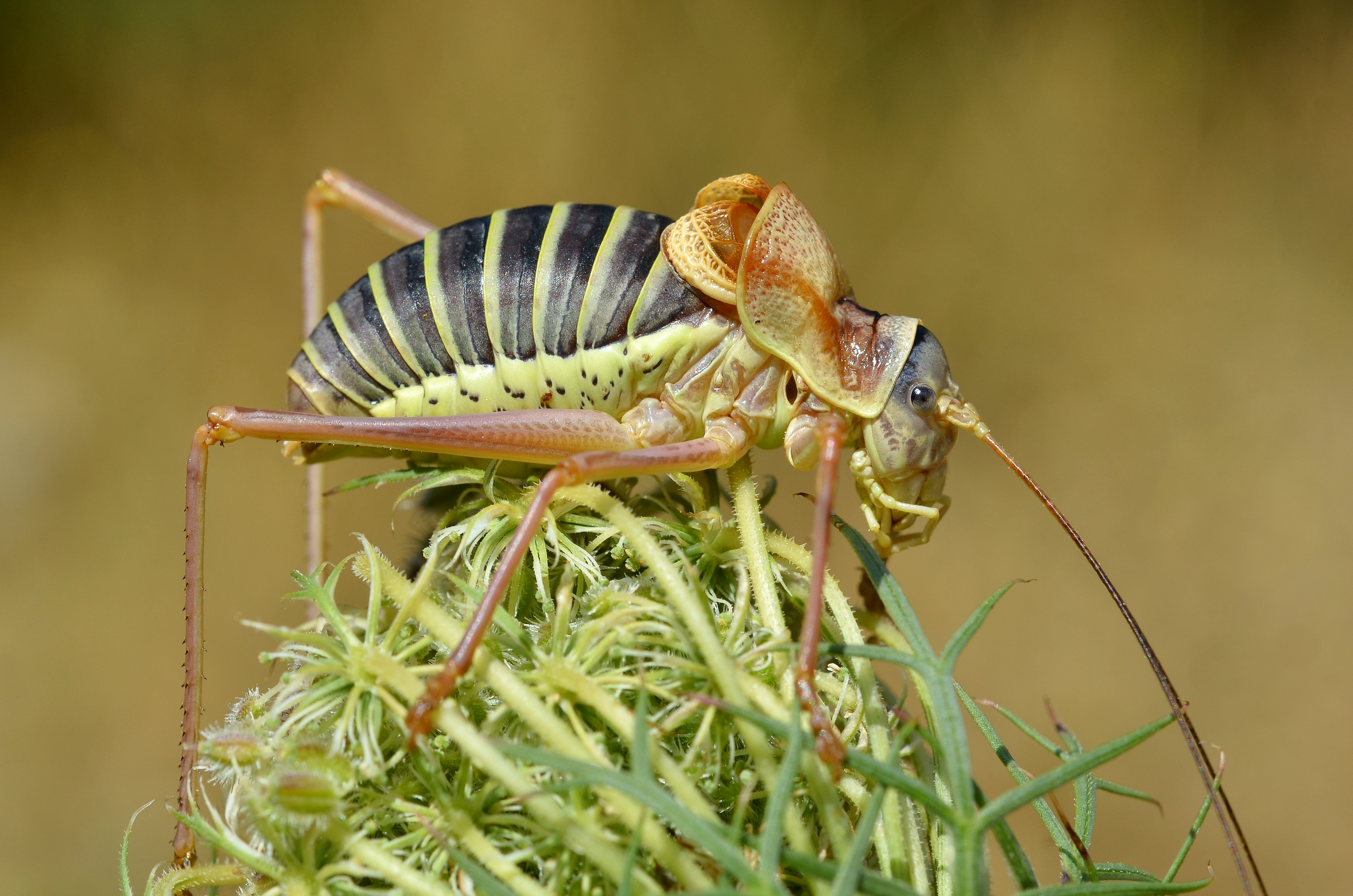
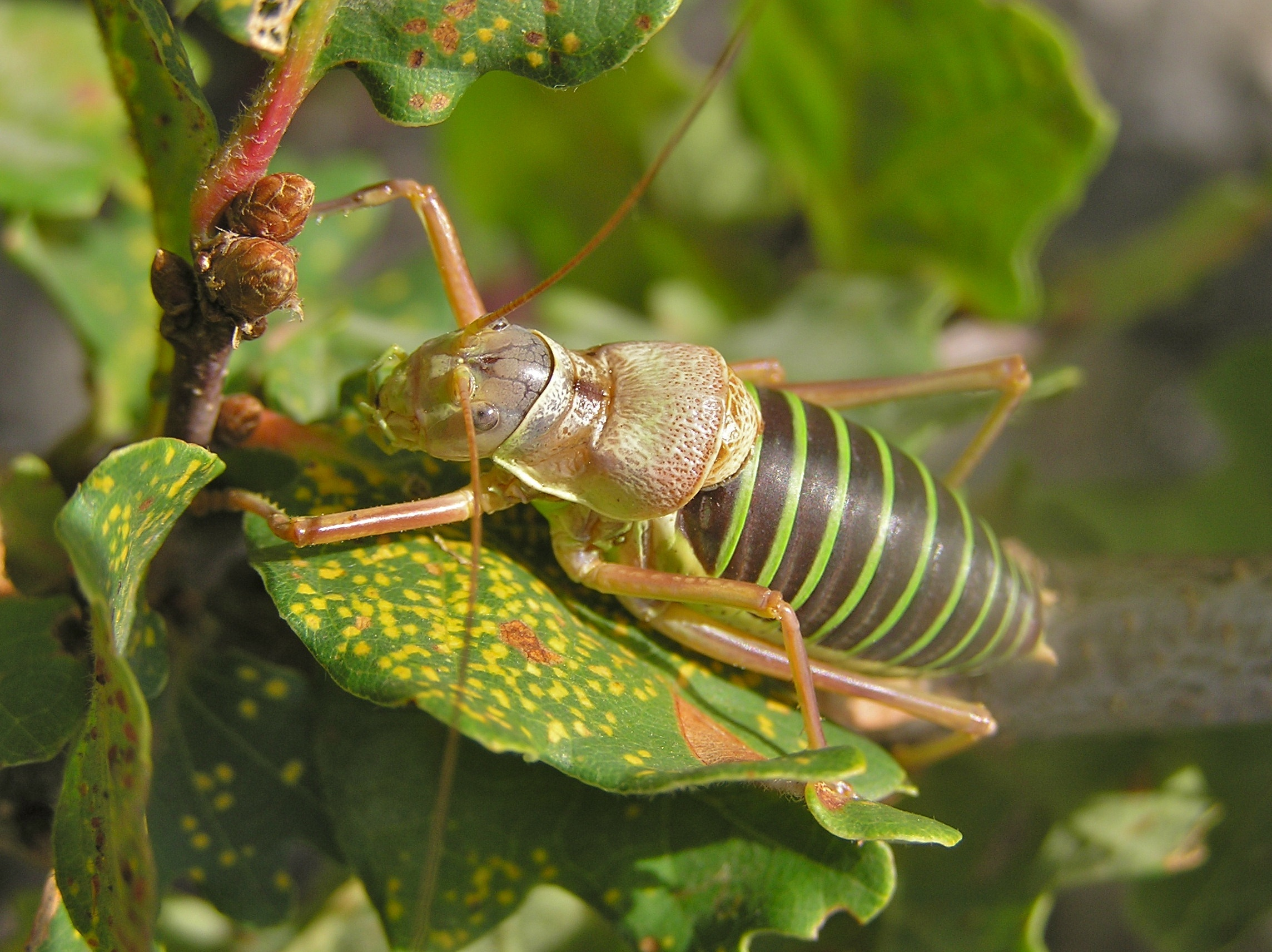
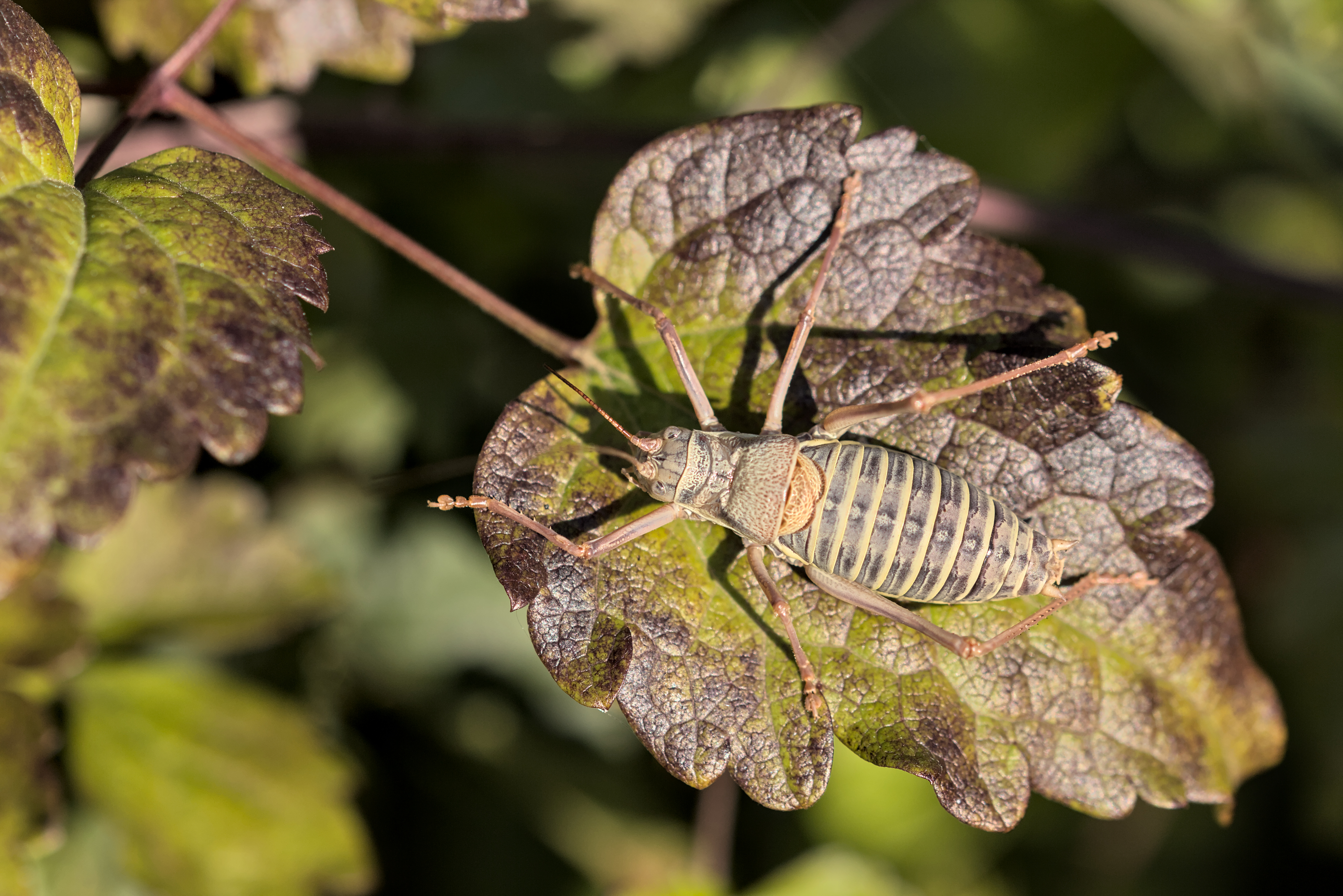
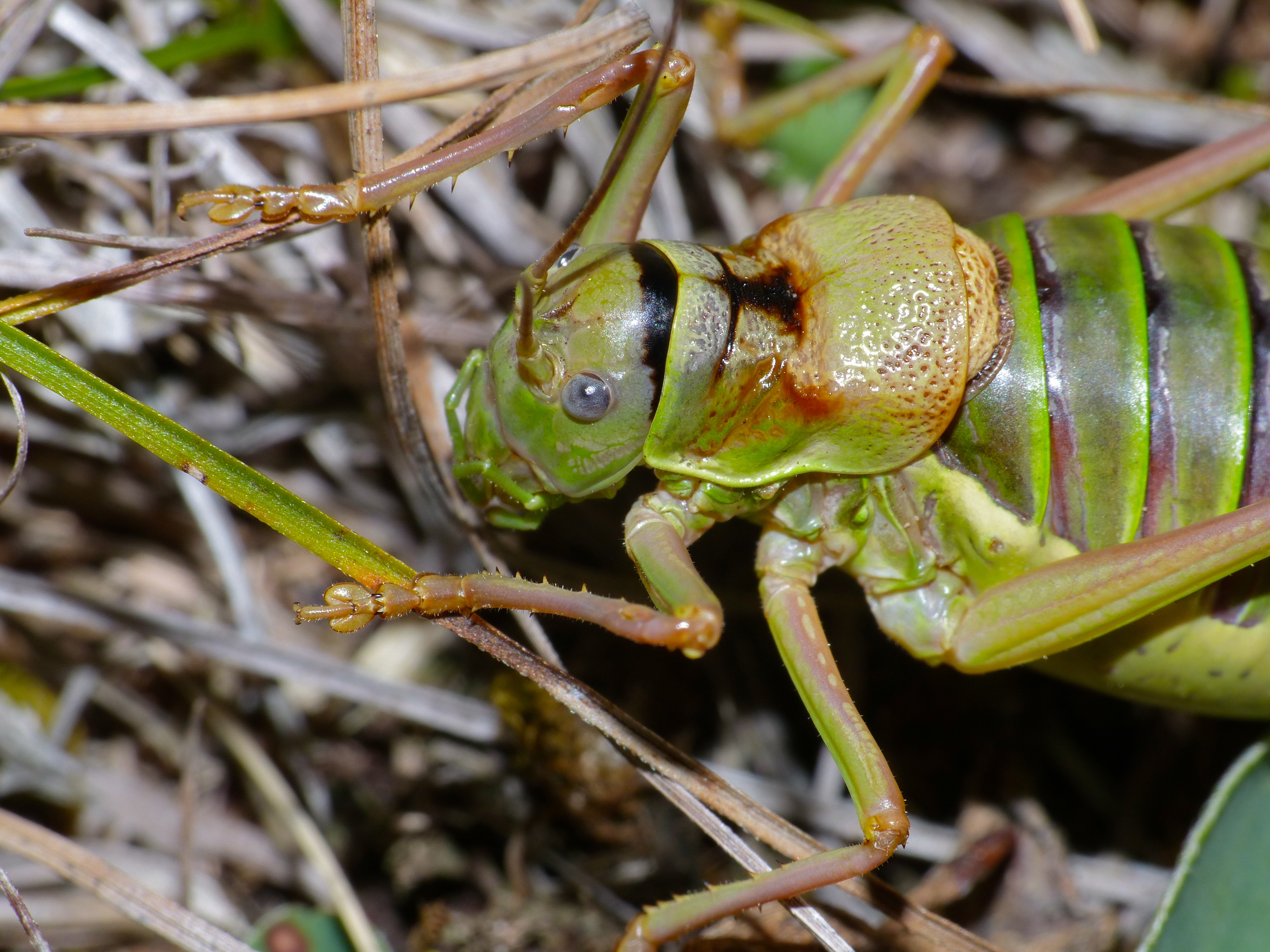

Magyarországon nem védett.